# Krynicki Szlak Cerkwi Łemkowskich

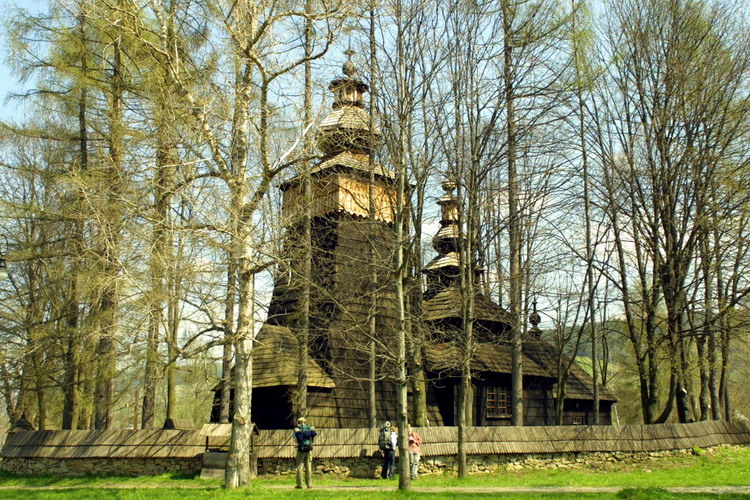
Cerkiew w Powroźniku

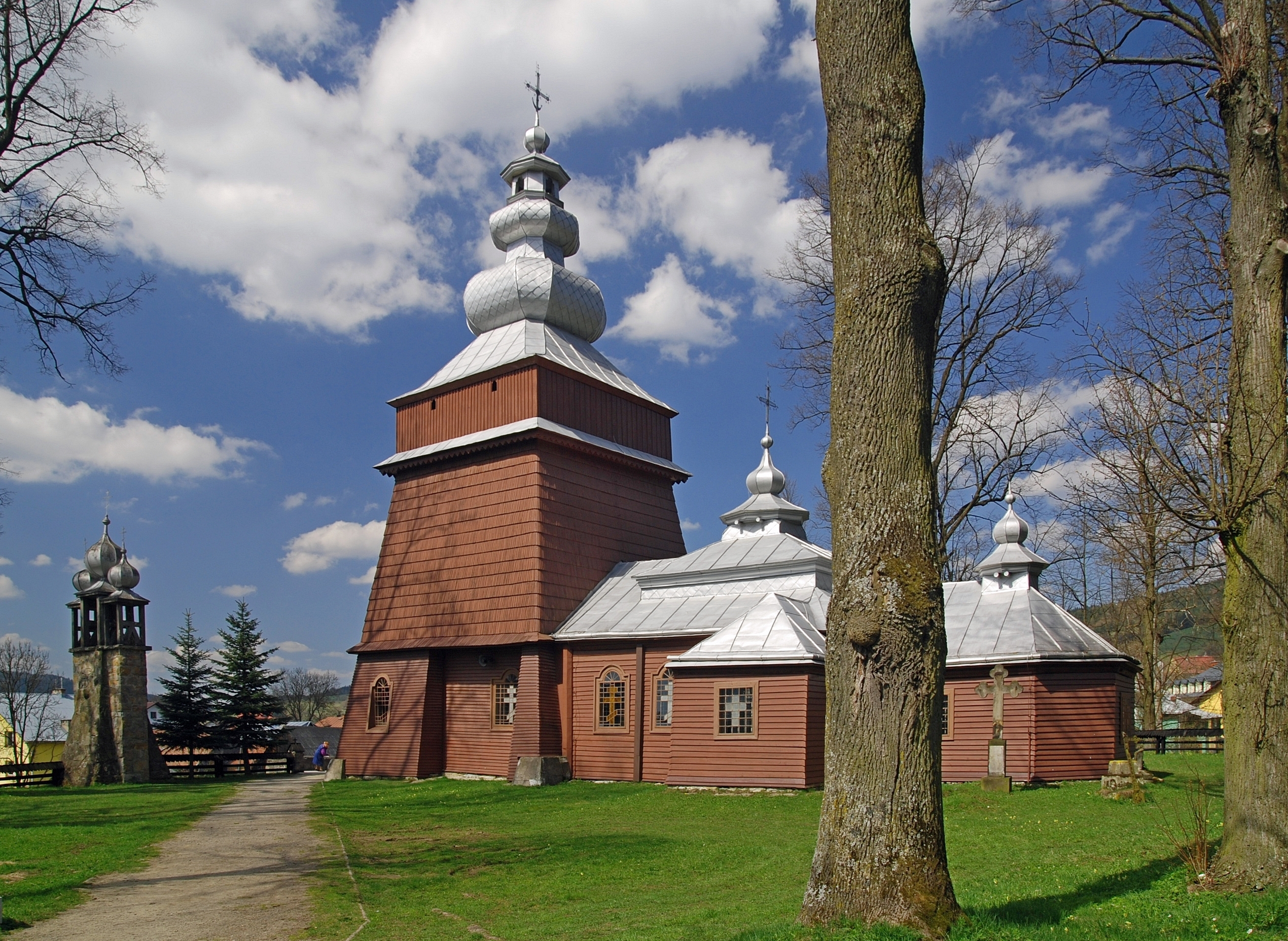
Cerkiew w Tyliczu

Krynicki Szlak Cerkwi Łemkowskich – szlak prowadzi do drewnianych i murowanych cerkwi łemkowskich położonych na terenie gminy Krynica.

## Przebieg szlaku
- Krynica Słotwiny – cerkiew drewniana Opieki Bogurodzicy,
- Berest – cerkiew drewniana św. św. Kosmy i Damiana,
- Polany – cerkiew drewniana św. Michała Archanioła,
- Piorunka – cerkiew drewniana pw. św. św. Kosmy i Damiana,
- Czyrna – cerkiew drewniana św. Paraskewii,
- Mochnaczka Niżna – cerkiew drewniana św. Michała Archanioła,
- Tylicz – cerkiew drewniana św. św. Kosmy i Damiana,
- Muszynka – cerkiew drewniana św. Jana,
- Powroźnik – cerkiew św. Jakuba Młodszego Apostoła,
- Krynica-Zdrój – cerkiew murowana prawosławna św. Włodzimierza Wielkiego,
- Krynica-Zdrój – cerkiew greckokatolicka murowana Świętych Apostołów Piotra i Pawła